# Halfway River Indian Reserve 168
Halfway River Indian Reserve 168 är ett reservat i Kanada.   Det ligger i provinsen British Columbia, i den centrala delen av landet, 3 400 km väster om huvudstaden Ottawa.
I omgivningarna runt Halfway River Indian Reserve 168 växer i huvudsak barrskog. Trakten runt Halfway River Indian Reserve 168 är nära nog obefolkad, med mindre än två invånare per kvadratkilometer.